# River Volley
River Volley är en volleybollklubb (damer) i  Italien. Elitlaget vann de italienska mästerskapet två gånger (2012-2013 och 2013-2014) och den italienska cupen två gånger (2012-2013 och 2013-2014), men lades ner 2018. Lagets spellicens togs över av Cuneo Granda Volley. Av sponsorsskäl tävlade klubben genom åren under stort antal olika namn. Juniorverksamheten finns fortfarande kvar.
Klubben bildades 1983 i Rivergaro. Ursprungligen hade de bara juniorverksamhet, men från 1988 hade de även seniorlag. De spelade i Serie A1 första gången 2006/2007. Då hade seniorverksamheten flyttat till Piacenza, medan juniorverksamheten blev kvar i Rivergaro. Från 2016 spelade elitlaget sina matcher i Modena.